# Guerras indias de Texas
Las guerras indias de Texas fueron una serie de conflictos, en el transcurso del siglo XIX, que enfrentaron a los colonos de Texas y los amerindios de las grandes llanuras meridionales. Estos conflictos comenzaron cuando la primera oleada de colonos euroamericanos se desplazó a la Texas española. Los conflictos se alargaron durante el período en que Texas fue parte de México, cuando llegaron más europeos y angloamericanos, hasta la subsiguiente declaración de independencia de la República de Texas. Estos conflictos no terminaron hasta treinta años después de que Texas se uniera a los Estados Unidos .
Aunque ese espacio estaba ocupado por varias tribus amerindias, la nación principal eran los comanches  conocidos como los «Señores de las llanuras». Su territorio, la Comanchería, era la entidad más poderosa y persistentemente hostil contra los españoles, los mexicanos y, finalmente, los texanos o vaqueros. Este artículo cubre los conflictos entre el 1820, justo cuando los mexicanos lograron la independencia de España, hasta el 1875, cuando la última parte libre de las llanuras indias, los comanches liderados por el guerrero kwahadi Quanah Parker, se rindieron y trasladaron - a la reserva de Fort Sill, en Oklahoma.
El conflicto, que duró medio siglo, entre las tribus de las Grandes Llanuras y los vaqueros se intensificó particularmente después de que los españoles, primero, y los mexicanos, después, abandonaran el poder en Texas. La República de Texas, que se había ido repoblando de americanos de origen europeo, y Estados Unidos, se oponían a las tribus. Su manera de combatir a los indios de las llanuras se caracterizaba por una profunda animosidad, las matanzas por parte de ambos bandos y, al final, por una conquista casi total de los amerindios.
Aunque el resultado fue desequilibrado, la violencia de las guerras no lo fue. Los comanches eran conocidos por ser unos guerreros feroces, con una reputación de saquear, quemar, matar y secuestrar gente tanto en el sur como en Ciudad de México. Capturaron y mataron tantos vaqueros que el término "comanche" se convirtió en un sinónimo de terrorismo, en la región. Cuando Sul Ross liberó a Cynthia Ann Parker en el río Pease, expuso que este evento sería celebrado por cada familia de Texas, ya que todo el mundo había perdido alguien durante las guerras indias. Durante la Guerra Civil de Estados Unidos, cuando el ejército norteamericano se encontraba con incapacidad para proteger la frontera, los comanches y los kiowa empujaron los asentamientos de los blancos hasta más de 100 millas de la frontera texana.

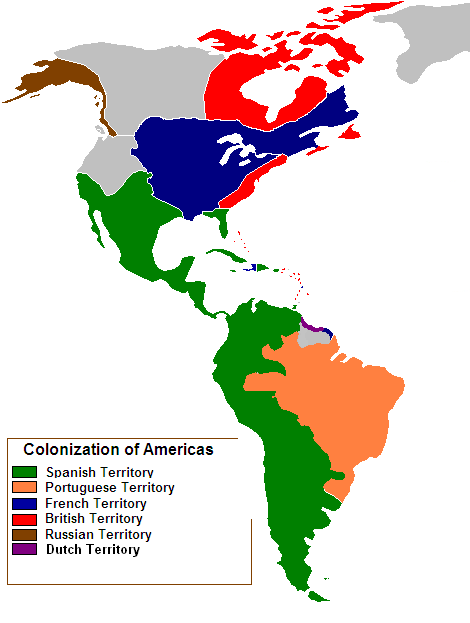
Mapa que muestra Texas y las áreas ocupadas o reclamadas per población de origen europeo, a mediados del.

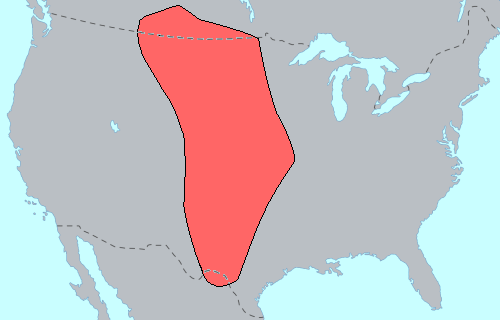
Mapa que muestra donde llegaron las poblaciones amerindias de les llanuras cuando tuvieron el primer contacto con los europeos.

## Antecedentes
Texas se desarrolló en una región situada entre dos centros culturales de importancia en la  América precolombina. Las tribus del suroeste ocupaban las áreas del oeste, mientras que las tribus de las llanuras estaban situadas al este. Los  arqueólogos han descubierto que en esta región convivían tres culturas indígenas principales, llegando al punto más alto de desarrollo cultural justo antes del primer contacto con los europeos. Los  anasazi (o antiguos Pueblo), situados en la región superior de Río Grande  se encontraban en el oeste de Texas. La  Cultura misisipiana o Cultura de los Montículos extendía a lo largo del valle del río Misisipi, en el este de Texas. Finalmente, la civilización de  Mesoamérica se encontraba en el sur. La influencia de  Teotihuacán en el norte de México fue importante alrededor del 500 dC, aunque declinó entre los siglos VIII y X.
En el transcurso del período colonial, miembros de nuevas culturas entraron y se establecieron en el área; a través de la competición de los recursos y el poder, se convirtieron en adversarios. Todos estos eran recién llegados relativamente recientes, en Texas; los europeos comenzaron a establecerse permanentemente en la zona alrededor de Río Grande y hacia arriba, en dirección a San Antonio y El Paso, a partir de finales del siglo XVI; llegaron a Nacogdoches alrededor del 1721. Los comanches no habían llegado a la región norte del estado hasta principios del siglo XVII, probablemente; además, no se convertirían en la nación dominante de la zona hasta finales de aquel siglo, después de la adopción con éxito del caballo. La mayoría de los otros amerindios de las praderas ha habían llegado a mediados del siglo XVII.

### Amerindios en Texas
Aunque los comanches eran, de largo, los  amerindios de las  Grandes Llanuras más conocidos, entre los que vivían en el territorio de la actual Texas, fueron los últimos en asentarse en la región. Sus aliados, los  kiowa y los apache kiowa  , que provenían del oeste, emigraron también a la actual Texas. Además, en la parte oriental había otras tribus como los caddo (que incluían los adai, los eyeish , los henao, los kadohadacho y los nacono ), los kichai, los tónkawa, los tawakoni y los wichita. Los akokisa, los alibamus, los atakapa, los karankawa y los tamiques vivían a lo largo de la costa del golfo.
Hasta alrededor de 1650, los comanches eran parte del pueblo de los shoshones, que vivían alrededor de la parte superior del río Platte, al actual estado Wyoming. A partir de esa fecha, los comanches emergieron como un grupo diferenciado, al tiempo que introducían el caballo a su cultura, lo que les permitía disponer de una movilidad muy superior y la expansión de sus terrenos de caza. Su migración original les llevó hacia la parte inferior de las Grandes Llanuras, en un territorio que oscilaba entre el río Arkansas y la zona central de la actual Texas. Durante este período, su población se incrementó dramáticamente como consecuencia de la abundancia de bisontes, rl uso de caballos mustang para cazar y combatir, la adopción de otros miembros shoshones migrantes, así como el secuestro de mujeres y niños en el marco de ataques y guerras. Finalmente, sus guerreros lograron dominar el arte de montar caballos hasta el punto de que los comanches se convirtieron en la nación amerindia más poderosa de las llanuras norteamericanas.
Primero como miembros de los shoshones, sus conquistas los llevaron hacia las llanuras meridionales; en aquella región, se separaron los shoshones y constituirse como una nación diferenciada. Entonces adoptaron costumbres imperialistas , convirtiéndose en la nación amerindia más poderosa de la zona. Su metodología militar la centraron en la rapidez y en una violencia calculada, desarrollando unas habilidades muy destacadas en el ámbito de la caballería ligera. En ataques,  capturaban tanto niños como mujeres provenientes de las tribus amerindias enemigas, secuestrando los mismos y adoptándolos, aumentando dramáticamente su población. Las tribus que se sometían a los comanches mantenían su estatus independiente, pero tenían que proveerlos de comida, alojamiento y mujeres como entidades tributarias.
Cuando los comanches colisionaron y entraron en conflicto con los colonos españoles, provocaron el paro de la expansión española hacia el este desde Nuevo México, además de prevenir las comunicaciones directas entre los nuevos asentamientos españoles situados al norte de Río Grande. En cambio, los comanches y, de vez en cuando, sus aliados apache lanzaron profundas incursiones, enviando miles y, en ocasiones, desdenes de miles de guerreros en el corazón de México; en estas operaciones lograron capturar y esclavizar miles de mexicanos. Al final estos números eran tan elevados que los hispánicos suponían casi el 30% de la nación comanche. Los comanches estaban descentralizados; nunca formaron una  unidad tribal centralizada, sino que estaban divididos en casi una docena de grupos autónomos. Estas 12 unidades, a su vez, tenían unas 45 subdivisiones diferenciadas. Estos grupos compartían la misma lengua y cultura, pero en ocasiones luchaban entre ellos en combates rituales, aunque también cooperaban en otras ocasiones.
Durante la década de 1740, los tonkawa, los yojuane y de otras tribus se asentaron alrededor del río San Gabriel. Los tonkawa se aliaron con los bida, los caddo, los wichita, los comanches y los yojuanes en 1758 y atacaron y expulsaron a los Lipán apaches y la Misión de Santa Cruz de San Sabá.

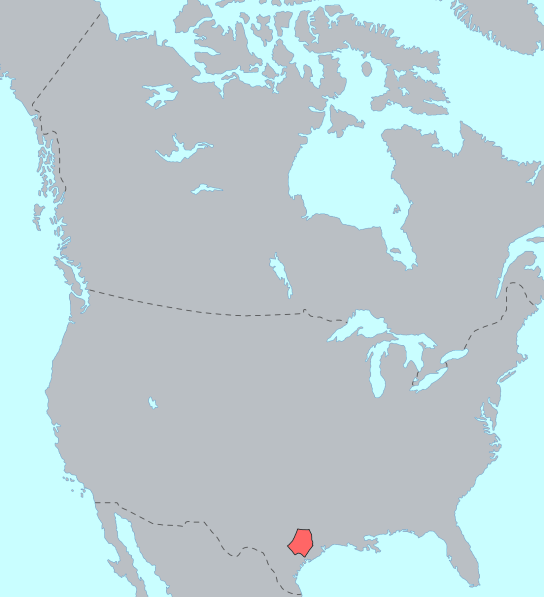
Territorio de los tonkawa.

Los tonkawa continuaron su migración hacia el sur por Texas y hasta el norte de México , donde se aliaron con los Lipan apaches.
También durante la década de 1740, en el suroeste, los colonos españoles capturaban, en ciertas ocasiones, niños pequeños amerindios. Una costumbre habitual durante aquella época era secuestrar a un niño, bautizarlo y, posteriormente, adoptar a sus hogares, donde eran criados como sirvientes. En un primer momento, estos colonos secuestraban niños apaches, pero posteriormente también capturaron niños comanches..
Antes del 1750, la tribu predominante en Texas era los apaches. Sin embargo, este hecho cambió tras la conquista comanche. En el principio de la década de 1740, los comanches comenzaron a cruzar el río Arkansas, estableciéndose los márgenes de Llano Estacado. Esta área se extendía desde el suroeste de Oklahoma, cruzando la actual Texas y hasta llegar a Nuevo México. Los apaches fueron apartados en una serie de guerras, dejando los comanches controlando todo este espacio, que pasó a ser conocido como la Comanchería. Este dominio se extendía, empezando por el sur, desde el río Arkansas, cruzando todo el centro de Texas y hasta las proximidades de San Antonio , incluida la totalidad de la región de Edwards Plateau, al oeste hasta el río Pecos, y el norte siguiendo las colinas de las montañas rocosas hasta llegar, de nuevo, en el río Arkansas.

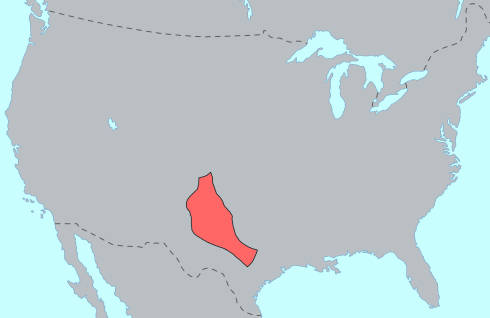
Territorio comanche hacia el 1850.

En este punto, el poder y la fuerza de los comanches era tan importante que amenazaba con tomar el control de todo el norte de México. Sin embargo, después de deshacerse de los apaches, los comanches sufrieron una epidemia de gripe, entre 1780 y 1781. Como esta epidemia fue muy dura, los comanches tuvieron que suspender temporalmente las razzias, y algunas de las subdivisiones se disolvieron. Durante el período entre 1816 y 1817 apareció una segunda epidemia de gripe. Las estimaciones más realistas sitúan que los comanches perdieron más de la mitad de su población por culpa de estas dos epidemias.
Como consecuencia de la pérdida devastadora de tantas personas, los comanches se unieron efectivamente con los kiowas y los apache kiowa, después de que un guerrero kiowa pasara toda una temporada con los comanches, en 1790. Así, después de este único evento, las tres tribus se unieron. Fehrenbach creía que la unión surgió ante la necesidad de proteger sus terrenos de caza de las incursiones de los colonos. Primero, los kiowas y los comanches acordaron compartir los terrenos de caza y unirse en caso de guerra. Los apache kiowa, como aliados de los kiowas, finalmente también se unieron a la alianza. Al final, las tres tribus acordaron compartir los terrenos de caza, además de mantener un pacto de defensa y guerra mutua.

### Europeos en Texas

Norteamérica en 1819.

#### Colonos tejanos
Los europeos y, especialmente, los colonos mezclados que procedían los mexicanos del Virreinato de Nueva España, llegaron a Texas antes de la caída del dominio español. Las autoridades coloniales no alentaron la colonización de esta zona, ya que se encontraba muy lejos de sus centros administrativos. El número total de colcolonos no era muy elevado, y siempre se encontraban bajo el peligro de las incursiones de los comanches. A principios de la década de 1800, como consecuencia de las guerras con los comanches, la guerra de independencia mexicana, y el colapso del poder colonial, la resistencia de los colonos contra los ataques de los comanches casi había desaparecido.
A diferencia de la mal organizada capacidad militar mexicana, las autoridades consideraban que los estadounidenses eran extremadamente agresivos en combate, por lo que se les alentó para que establecieran colonias en la frontera de la actual Texas, como una especie de muro de contención ante los ataques de los comanches, evitando que fueran más al sur. Aunque la mayoría de estos primeros estadounidenses terminaron muriendo, ejecutados o desplazados de Texas por parte de las autoridades españolas en el marco de la Expedición Gutiérrez-Magee, las razzias comanches que siguieron y que se adentraron por México, mostraron como de práctico era tener estadounidenses defendiendo la frontera.  Así, el nuevo régimen reclutó estadounidenses, el primero de los cuales fue Stephen F. Austin, El cual recibió tierras por parte de los españoles en Texas. [7]Cuando México logró su independencia de España, en 1821, su gobierno siguió reclutando americanos, ya que quería desarrollar sus provincias septentrionales, entonces con muy poca población.

## Primera colonización de Texas: el Texas mexicano (1821-1836)

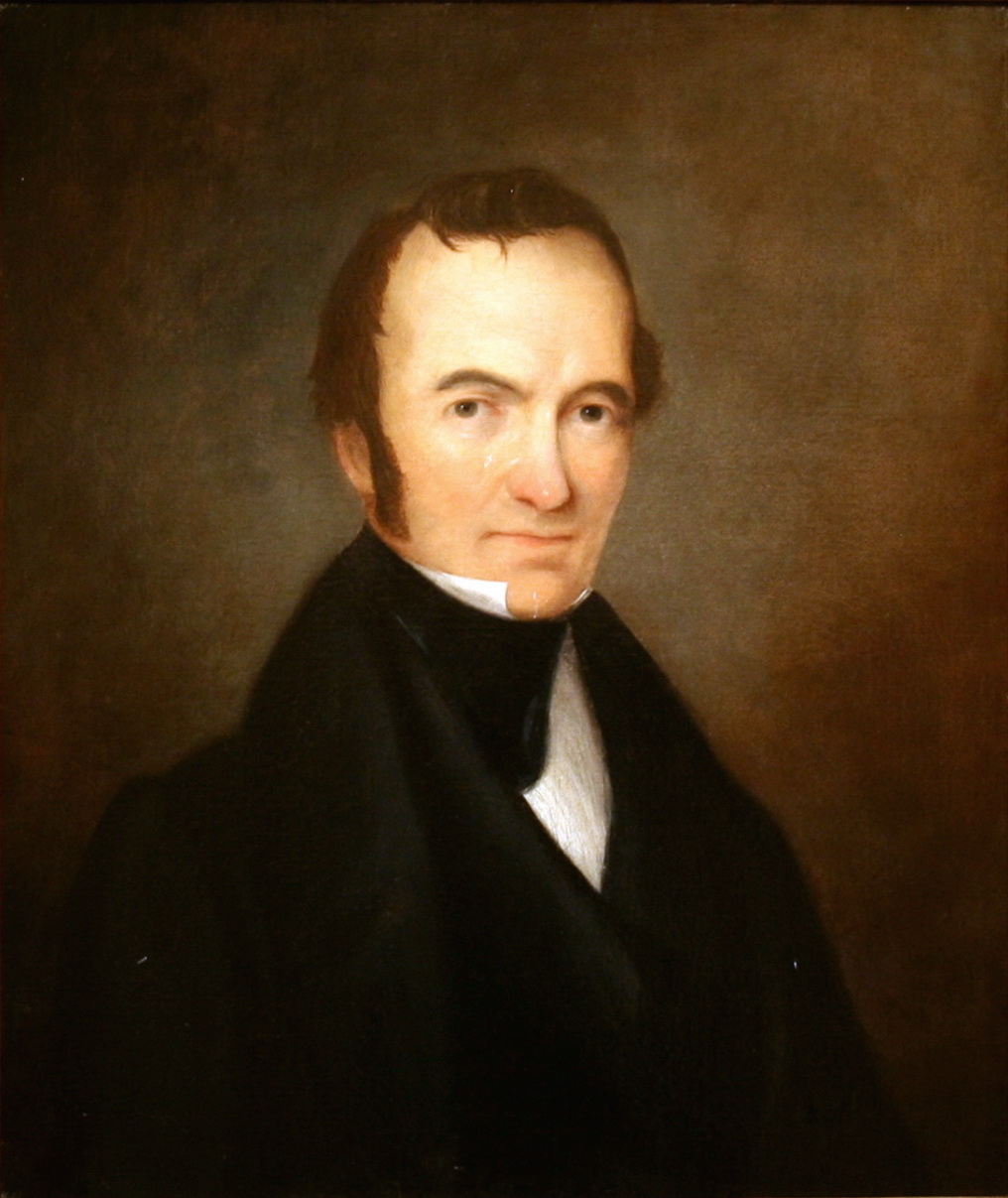
Stephen F. Austin, conocido como el "padre de Texas".

Durante la década de 1820, con el objetivo de encontrar más colonos como medio de consolidar la zona, México llegó a un acuerdo con Stephen F. Austin según el cual se volvía a autorizar las concesiones en tierras que le habían concedido las autoridades españolas. Esto permitió a varios cientos de familias estadounidenses desplazarse a la región. Mientras Austin utilizaba su red de financieros del gobierno para publicitar la existencia de tierras ricas en Texas, miles de colonos llegaron provenientes de Estados Unidos, muchos de ellos de manera ilegal. Muchos de estos, además, no tenían ninguna intención de ser dirigidos por el gobierno mexicano. En 1829, cuando México abolición la esclavitud en todo el país, los inmigrantes estadounidenses lograron exenciones en algunas colonias, o directamente evadieron los esfuerzos gubernamentales para implantar la abolición en todo el país. Con este cambio, muchos esclavos mexicanos fueron reclasificados como siervos, con el objetivo a largo plazo de la libertad. A los estadounidenses no les gustó esta política, por lo que objetaron contra las acciones del gobierno central, asegurando que querían fortalecer el control político y económico sobre el territorio. Finalmente, estas tensiones acabaron desembocando en la revolución texana.
En 1821, cuando los colonos todavía eran bienvenidos, José Francisco Ruiz negoció una tregua con los comanches Penatucka, la banda más cercana a los asentamientos de la zona oriental y central de Texas. Tras este acuerdo, fue capaz de establecer un tratado de paz y amistad, el cual fue firmado en Ciudad de México en diciembre de 1821. Sin embargo, doce meses más tarde el gobierno mexicano fue incapaz de hacer entrega de los regalos que había prometido a Pentucka, los cuales decidieron volver a realizar razzias. Por este mismo motivo, la incapacidad de hacer frente a los tributos que se habían prometido, los tratados de paz firmados por Nuevo México quedaron en papel mojado. Hacia el 1823, la guerra se extendió por todo el curso del Río Grande. La mayoría de los asentamientos mexicanos que quedaban fueron destruidos; solamente aquellos que se encontraban en la parte superior del río Grande se salvaron. Miles de refugiados mexicanos supervivientes abandonaron la zona. Los comanches expulsaron o asesinaron a la mayoría de europeos y mexicanos de la región, con la excepción de los americanos europeos de Texas. En 1824, los tónkawa firmaron un tratado con Stephen F. Austin —el padre de la República de Texas—, asegurando su apoyo contra la tribu de los comanches
El gobierno mexicano negoció tratados adicionales, firmados en 1826 y en 1834, pero en ambos casos fue incapaz de alcanzar las condiciones de estos acuerdos. Aunque estos hechos habrían podido tener consecuencias catastróficas en épocas pretéritas, ya que los comanches habrían podido llegar a atacar Ciudad de México, la presencia de milicias americanas obstruyó este tipo de incursiones provocando, sin que los mexicanos empezaran a retrasar los pagos. Como los ataques de los comanches buscaban hacerse con un botín y capturar personas, la proximidad de las comunidades estadounidenses se convirtió en una presa más provechosa para los asaltos de los comanches. Aunque el ejército de Texas era mucho más poderoso que el de las colonias mexicanas anteriores, el rápido avance y la superioridad numérica de los comanches sobrepasó las primeras colonias tejanas. Hacia el 1826, los comanches habían asaltado y quemado completamente la nueva ciudad de  Gonzáles, fundada por Green DeWitt.
Acostumbrados a las tribus más subyugadas del este de los Estados Unidos, los colonos tejanos no estaban preparados para la fuerza militar de los comanches y los kiowa. Los ataques que sufrían los colonos eran tan exitosos que estos tuvieron que pedir ayuda al gobierno de los Estados Unidos. El gobierno intentó ayudar a los colonos americanos de Texas, viendo una oportunidad en el aislamiento relativo que esta región tenía en relación con México, e inició una campaña diplomática propia enviando un combatiente reconocido para hablar con los comanches en nombre de los vaqueros. Así, Estados Unidos envió a Sam Houston a Texas en 1833 en calidad de representante diplomático de Estados Unidos, con la misión de conseguir un tratado con los comanches pentucka. Viendo esta acción como un intento estadounidense para expandir su poder en detrimento de México, los funcionarios mexicanos objetaron que un diplomático estadounidense no podía hablar con sus sujetos amerindios sobre ningún tratado. Declararon a Houston persona non grata y le invitaron a abandonar el país.
Durante todo el período comprendido entre 1821 y 1835, los colonos tenían muchas dificultades debido a las incursiones de los comanches, a pesar de la formación de compañías de milicianos a tiempo completo, en 1823. Los tonkawa y los  amerindios de Lenape, que eran enemigos de los comanches, se aliaron con los nuevos inmigrantes, en un intento de conseguir aliados para combatir sus enemigos tradicionales. Los comanches detestaban los tonkawa, particularmente, a los que acusaban de practicar el canibalismo. Ya en 1823, Austin reconocía la necesidad de crear fuerzas específicas destinadas a combatir las tribus de las llanuras, y especialmente a los comanches. Estos no distinguían entre mexicanos y estadounidenses en sus ataques. Así, Austin creó la primera milicia de rangers contratando 10 hombres; estos recibían un sueldo para combatir a los amerindios y para proteger los asentamientos coloniales.  Muy pronto los propios colonos crearon más compañías de rangers adicionales. Tras la creación de la República, esta tendencia continuó. Sin recursos para crear un ejército propio permanente, Texas creó pequeñas compañías de rangers montadas en caballos rápidos, con el objetivo de perseguir y combatir a los comanches en sus mismas condiciones.

### Masacre de Fort Parker

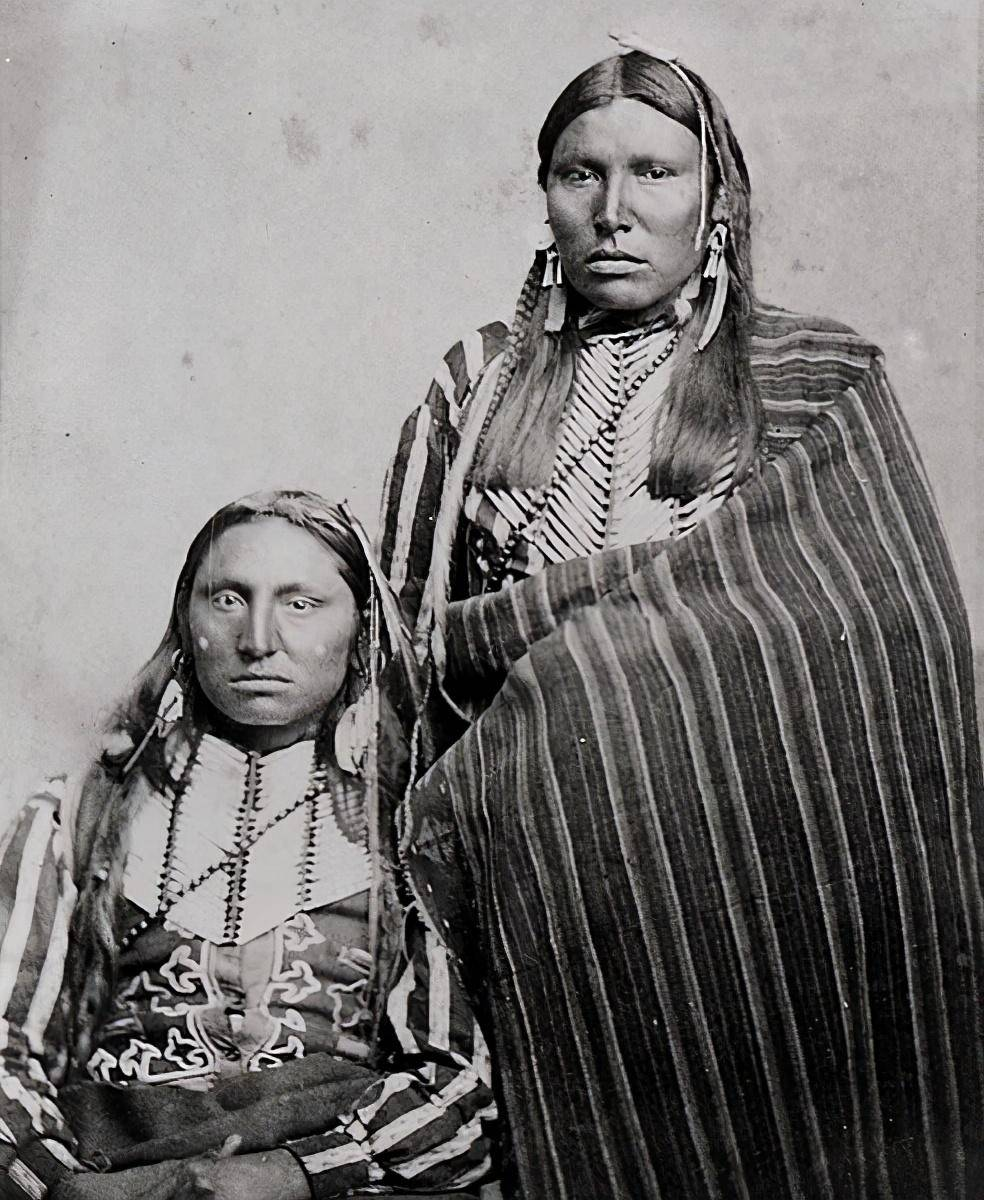
Guerreros comanches, c. 1867–1874.

El 19 de mayo de 1836, una gran partida de guerra, compuesta por comanches, kiowa, wichita y delaware atacó el punto avanzado colonial de Fort Parker. Terminado en marzo de 1834, estaba considerado por los colonos como un importante punto fuerte, suficiente para protegerlos de los amerindios americanos nativos que no observaban los tratados de paz, el padre John Parker había negociado con los amerindios locales. Desafortunadamente para los inmigrantes, como que estos amerindios eran naciones vasallas de los comanches, la tribu no se veía ligada a cumplir con esta paz. El asesinato de la milicia colonial en Fort Parker también provocó que los comanches se llevaran dos mujeres y tres niños como cautivos. La familia Parker era muy conocida, y la destrucción de la mayor parte del clan familiar produjo un estado de choque en todo Texas.
Los supervivientes, hicieron proclamas a favor de una revancha, además de pedir auxilio para recuperar a los cautivos. Este evento tuvo lugar hacia el final de la revolución texana y de la victoria texana en la batalla de batalla de San Jacinto, el 21 de abril de 1836 . La mayoría de los tejanos estaban ocupados intentando volver a lo que quedaba de sus antiguos hogares, y sufriendo de sus propias pérdidas patrimoniales, además de combatiente contra el ejército mexicano en retirada.

## La República de Texas (1836-1845)
La relación entre la República de Texas y los amerindios se puede dividir en tres fases diferenciadas: la diplomacia de Houston durante su primer mandato; la hostilidad de Lamar; y el retorno a los esfuerzos diplomáticos durante el segundo mandato de Houston. Sam Houston lideró la República en las negociaciones con los comanches. Estos aseguraban que cesarían sus ataques si recibían suficientes cantidades de lo que ellos consideraban prerrequisitos para unas relaciones pacíficas: regalos, comercio y diplomacia cara a cara regular. Houston, que tenía una buena reputación entre los amerindios, se había casado con una mujer mestiza de ascendencia cheroqui. Había vivido en el territorio indio durante años, además de aprender de sus culturas y deseaba encontrarse con los comanches en sus condiciones y creía, como político, que valía la pena comprar unos cuantos regalos por unos miles de dólares. La República no podía permitirse el coste de mantener un ejército completo para defenderse, y podía no ser capaz de derrotar el poder conjunto de la alianza entre los comanches y los kiowa, especialmente si recibían ayuda por parte de los mexicanos.
Los texanos, sin embargo, estaban preocupados por los relatos del cautiverio continuado de miles de niños y mujeres, especialmente por las historias de aquellos que habían sido rescatados o liberados. Así, cada vez eran más las voces que pedían que la República fuera más hostil contra los comanches. Con el gobierno de Mirabeau Lamar, la República de Texas declaró la guerra a los comanches, invadió la Comanchería, quemó pueblos, atacó y destruyó numerosas partidas de guerra, pero este esfuerzo provocó la bancarrota del incipiente estado. Y todavía más destacable, aunque las fuerzas texanas lograron rescatar grandes números de rehenes, miles aún se mantuvieron en cautiverio. Houston volvió a ser elegido para iniciar un segundo mandato, principalmente como consecuencia del fracaso de las políticas indias de Lamar.

### Primera administración de Houston (1836-1838)
La primera presidencia de Houston se centró en mantener la República de Texas como un estado independiente. No tenía recursos suficientes para mantener una guerra abierta contra los amerindios de las llanuras.
Sam Houston había pasado buena parte de su juventud entre los cheroqui en Tennessee, entre los que se encontraba el jefe Bowles, un mestizo con ascendencia escocesa, irlandesa y cheroqui. El jefe Bowles también era conocido como Diwal'li o Di'wali, que significa "cazador atrevido"."Chief Bowles (1756-1839)", Legends of America. Bowles, posteriormente, lideraría un grupo de cheroqui que emigraría hacia Texas, intentando huir de la recolocación de los amerindios que tenía lugar en el sureste de EstadoEstados Unidos.
Houston apoyó la "Declaración solemne" (Solemn Declaration), que daba derechos a los cheroqui sobre las tierras de Texas donde vivían. Negoció un tratado con los cheroqui y de otras tribus amerindias el 23 de febrero de 1836, en el pueblo del jefe "General" Bowles. Este fue el primer tratado establecido por la República de Texas. Sam Houston y John Forbes lo firmaron en nombre del gobierno tejano, y el jefe Bowles, Big Mush, Samuel Benge, Osoota, Corn Tassel, The Egg, John Bowles (el hijo del jefe) y Tenuta lo hicieron en nombre de los cheroqui y de las tribus aliadas, incluidos Shawnee, Lenape, Kickapoo, Quapaw, Biloxi, Yoni , Alabama, Coushatta, Caddo de Neches, Tahocullake y Mataquo. Los espacios garantizados al tratado incluían los condados actuales de Smith y Cherokee, así como parte de los condados de Van Zandt, Rusk y Gregg.  El tratado especificaba que estas tierras no podían ser vendidos ni cedidos a nadie que no fuera miembro de la tribu, incluidos los ciudadanos tejanos. [18] Después de la firma del tratado, Sam Houston regaló al jefe Bowles una espada, un chaleco de seda roja y una banda.
Una de las primeras acciones que tomó Houston como presidente de la República fue remitir el tratado para que fuera ratificado por el Senado de Texas. Después de que este quedara estancado en el Senado durante un año, los senadores decidieron que el tratado sería perjudicial para los ciudadanos de Texas, de entrada porque David G. Burnet ya había conseguido la promesa de tierras dentro del territorio definido por el tratado como zona cheroqui. Así, el tratado fue declarado «nulo y vacío» ( "null and void") el 26 de diciembre de 1837
A lo largo de su presidencia, Houston intentó restaurar las previsiones del tratado, pidiendo al general Thomas J. Rusk, comandante de la milicia de Texas, que delimitara una frontera. Sin embargo, no tuvo éxito en sus esfuerzos, y Houston no pudo tomar otra acción en este campo antes de que su presidencia llegara al fin.
En el transcurso de la presidencia de Houston, los Rangers de Texas participaron en la batalla de Stone Houses contra los kitsais , el 10 de noviembre de 1837. Los vaqueros fueron rodeados y derrotados.

Comanches de la parte occidental de Texas con su armamento, c. 1830.

Los problemas con los amerindios durante el primer mandato de Houston quedaron simbolizados en la revuelta de Córdova . Hay evidencias que demostrarían una conspiración entre los indios cheroqui y los mexicanos para unirse y rebelarse contra la nueva República de Texas y, posteriormente, volver a formar parte de México. Houston se negó a creer que sus amigos entre los cheroqui estaban implicados en esta conspiración, por lo que se negó a su arresto. En cambio, los utilizó para neutralizar los individuos antitejanos entre ellos, identificando la red mexicana y haciendo matar a sus miembros. La revuelta de Córdova fue un ejemplo de la habilidad de Houston de mantener el control sin grandes derrames de sangre o grandes descontentos. Cuando Houston dejó el cargo, los vaqueros estaban en paz con los amerindios, aunque estos aún tenían muchos cautivos estadounidenses entre sus tribus.
En el transcurso de la primera presidencia de Houston, el Congreso de Texas aprobó leyes que abrían todos los territorios amerindios al asentamiento de colonos blancos, superando el veto impuesto por el propio Houston. La frontera de los asentamientos se desplazó rápidamente hacia el norte siguiendo el curso de los ríos Brazos, Colorado y Guadalupe, entrando en los espacios de caza de los comanches y hasta la frontera de la propia comanchería. La relación entre los vaqueros y los comanches se volvió violenta. Houston intentó restaurar la paz con los comanches; alarmado ante el vigor de los nuevos asentamientos vaqueros, consideró el establecimiento de una frontera fija, contraviniendo sus propias nociones tradicionales sobre las fronteras. Sin embargo, Houston recibió la prohibición, por ley, de rendir ningún territorio que fuera reclamado por la República. No obstante, aún pudo pactar una paz con los comanches, en 1838.

### Presidencia de Lamar (1838-1841)
Mirabeau Bonaparte Lamar, segundo presidente de la República de Texas, era muy hostil con los nativos americanos. El gabinete de Lamar expresaba que ahuyentaría las «mascotas» indias de Houston.  
En 1839, Lamar anunció su política: «Los hombres blancos y los hombres rojos no pueden vivir juntos en armonía», dijo, «la naturaleza lo prohíbe». Su respuesta al «problema indio» era: «iniciar una guerra rigurosa contra ellos; perseguirlos hasta los lugares donde se esconden sin contención ni compasión, hasta que se vean obligados a marchar de nuestras fronteras sin esperanza de volver, es preferible a los flagelos de la guerra.»
El presidente Lamar fue el primer funcionario de Texas en intentar el concepto de «apartar», la deportación de las tribus amerindias en localizaciones más allá de los asentamientos de blancos. Tal como se planteaba, esta política se basaba en el establecimiento de una frontera india permanente, es decir, una línea tras la que las diversas tribus «desplazadas» podían desarrollar sus vidas libres de los asentamientos blancos o los ataques.
Lamar se convenció de que los cheroqui no debían recibir el permiso para quedarse en Texas después de su participación en la revuelta de Córdova de los años 1838-1839 —y después de que algunos cheroqui desafectos realizaran la masacre de Killough, en 1838—. La guerra cheroqui y el subsecuente desplazamiento de los cheroqui de Texas se inició poco después de que Lamar tomara posesión de su cargo.

#### Guerra cheroqui (1838–1839)
Lamar exigió que los cheroqui, los cuales habían recibido promesas de títulos de propiedad de sus tierras si se mantenían neutrales durante la guerra de Independencia de Texas, que abandonaran voluntariamente sus tierras y todas sus propiedades, y se desplazaran al Territorio Indio los Estados Unidos. Houston, que había prometido a los cheroqui, durante la revuelta de Córdoba, que les serían entregados los títulos prometidos, protestó ante esta Mesut, pero fue ignorado.
En mayo de 1839, la administración de Lamar tuvo conocimiento, gracias a una carta en posesión de Manuel Flores, un agente del gobierno mexicano, que la administración de México tenía la intención de alistar amerindios para combatir los colonos tejanos. Con el apoyo de la opinión pública de la República, Lamar decidió expulsar los indios cheroqui de la parte oriental de Texas. Cuando estos se negaron a marchar, utilizó la fuerza para conseguir su expulsión.
El 12 de julio de 1839, la milicia ención una comisión de paz para negociar la deportación de los amerindios. Los cheroqui se vieron obligados a firmar un tratado de desplazamiento para garantizar el pago de sus cultivos y el coste del desplazamiento. En el transcurso de las siguientes 48 horas, los cheroqui insistieron en que marcharían pacíficamente, pero renunciaron a firmar el tratado porque había una cláusula que requería que serían escuchados fuera de Texas por una guardia armada. El 15 de julio, Siguiendo órdenes de la milicia, los comisionarios expusieron a los indios que los vaqueros atacarían su poblado de inmediato, y que aquellos que quisieran marchar pacíficamente deberían irse levantando una bandera blanca. Ese día y el siguiente, una fuerza combinada de milicianos, liderada por el general KH Douglass, Edward Burleson , Albert Sidney Johnstony David G. Burnet atacaron a los cheroqui, los Delaware y los shawnee capitaneados por el jefe cheroqui Bowles, en el que se conoció como la batalla de los Neches .
Los amerindios intentaron resistir al poblado, pero al verse incapaces, intentaron volver a formarse, pero tampoco les salió bien. Alrededor de 100 amerindios murieron, incluido el jefe Bowles, por tres bajas que sufrió la milicia. Cuando murió, el jefe Bowles llevaba la espada que había recibido de Sam Houston. Tras la batalla, los cheroqui huyeron a Arkansas, dejando la parte oriental de Texas virtualmente libre de comunidades organizadas de amerindios, y sus tierras fueron entregadas a colonos de origen europeo.

#### Lamar y las tribus de las llanuras
El éxito conseguido por Lamar en ahuyentar a los cheroqui, una nación neutral, de Texas, le motivó intentar lo mismo con las tribus de las llanuras. Lamar necesitaba un ejército para desarrollar sus políticas indias, y comenzó a construir uno, con los grandes gastos que ello suponía. Pero cuando se independizó, las estimaciones más favorables situaban la población de la República en unos 30.000 angloamericanos y hispánicos residentes. Los cheroqui tenían menos de 2.000 personas en Texas, por lo que su desplazamiento no supuso un esfuerzo muy grande por la República, especialmente porque la «guerra cheroqui» fue relativamente breve y poco sangrienta por Texas, aunque ciertamente no lo fue por los cheroqui.
Los comanches y los kiowa, sin embargo, durante la década de 1830 tenían una población estimada de entre 20.000 o 30.000 personas. Estaban bien equipados con armas de fuego de gran calidad y tenían una gran cantidad de caballos. Además, hacia aquel periodo los comanches habían establecido una gran red de aliados amerindios y una importante red comercial. La República tenía una milicia  pero no un ejército permanente; además, su flota era muy pequeña y se había reducido durante la presidencia de Houston. Lamar no tenía ni suficientes hombres ni dinero para continuar con sus políticas después de la guerra con los cheroqui, pero aun así siguió adelante.
Los dos años de presidencia de Lamar estuvieron marcados por la escalada de la violencia entre los comanches y los colonialistas. No había suficientes rángers para combatir a los comanches en Palo Duro Canyon, por ejemplo, donde los hubieran podido asaltar durante el invierno. A finales de 1839, sin embargo, algunos de los jefes de paz comanches de la partida de penateka comenzaron a creer que no podrían ahuyentar completamente a los colonos como la tribu había hecho con los apaches. Los ataques de los cheyenes y los arapajó, En la frontera norte del territorio comanche, provocaron muchas bajas en las dos generaciones siguientes como consecuencia de las epidemias de gripe que habían llevado; por este motivo, los jefes penateka consideraron que la firma de un tratado podría ser su mejor opción. Además, en este punto también se dieron cuenta de la importancia que tenía en el imaginario tejano la cantidad de colonos cautivos que los comanches mantenían. Así, supusieron que podrían conseguir muchas concesiones por parte de los tejanos. En consecuencia, los comanches ofrecieron encontrarse con representantes de la República texana, en un intento de negociar una paz a cambio del reconocimiento de la frontera entre la República y la Comanchería , así como el retorno de los rehenes.
El señor de la guerra penateka más destacado, Potsʉnakwahipʉ ( "joroba de búfalo") no apoyó esta decisión, y no confiaba ni en Lamar ni en sus representantes. De hecho, ninguna de las otras once partidas comanches se involucró en las conversaciones de paz en ningún sentido.
La decisión de los jefes de paz de una de las partidas comanches para negociar, así como la oferta de retornar a todos los rehenes, parece que convencieron a Lamar que la tribu de los comanches estaba preparada para rendir los rehenes. Sin embargo, la mayoría de las negociaciones pasadas relativas a este punto no habían sido nunca aplicadas por los comanches, que obtenían concesiones, pero no aplicaban su parte del trato, manteniendo los cautivos o alargando indefinidamente su puesta en libertad, El secretario de la guerra tejano emitió instrucciones haciendo evidente que Lamar esperaba que los comanches actuarían de buena fe al devolver los rehenes, y que cederían en sus amenazas del uso de la fuerza.
Con este fin, el secretario de guerra de Lamar, Albert Sidney Johnston, envió la milicia en San Antonio con instrucciones explícitas. Johnston escribió el teniente coronel William S. Fisher, comandante del 1.er regimiento de infantería: 

Si los comanches salen sin llevar con ellos los prisioneros, tal como se entiende que han acordado hacer, se les debe detener. Algunos de ellos serán enviados como mensajeros a la tribu para informar de los detenidos, que serán retenidos como rehenes hasta que los presos sean devueltos, y entonces los rehenes serán liberados.

#### Matanza de Council House
Treinta y tres jefes y guerreros penateka, acompañados por otros treinta y dos comanches, la mayoría de los cuales eran miembros de la misma familia o retenidos, llegaron a San Antonio el 19 de marzo de 1840. Los únicos comanches que fueron a la reunión eran miembros penateka. Sin embargo, eran una de las partidas más relevantes y considerados los principales líderes de la nación amerindia, y se esperaba que tuvieran la capacidad de entregar los cautivos. Cuando los representantes comanches llegaron a San Antonio, siguiendo instrucciones de la administración de Lamar, los comisionados del gobierno tejano exigieron el regreso de todos los cautivos mantenidos por los penateka. Además, las autoridades tejanas insistieron en que los comanches debían abandonar el centro de Texas, acabar con sus interferencias con los asentamientos texanos, cesar toda conspiración con los mexicanos y evitar cualquier contacto con los asentamientos blancos.
El destacado líder de paz penateka y hombre del campo de la medicina Mukwooru («El que habla con los espíritus») era el máximo responsable de la delegación comanche. Los jefes de la tribu a la reunión habían llevado con ellos un blanco cautivo, así como varios niños mexicanos que habían sido capturados en varias razzias. El cautivo blanco era Matilda Lockhart, una joven de dieciséis años que llevaba prisionera desde hacía un año y medio. Mary Maverick, quien ayudó a cuidar de la chica, escribió casi sesenta años más tarde que Matilda Lockhart había sido golpeada y violada, y que había sufrido quemaduras en su cuerpo. Parece que su cara había quedado muy desfigurada, con la nariz quemado hasta haber desaparecido, detalle que se ha incluido habitualmente en las descripciones que la historia texana ha hecho de este evento desde la década de 1890.
Los testigos de abuso, sin embargo, no se remontan a los primeros documentos redactados por los testigos presenciales de los hechos justo después del conflicto. Ni el coronel Hugh McLeod menciona ningún abuso en su informe del 20 de marzo de 1840 —donde habla de la inteligencia de la chica, pero nada sobre que le falte la nariz—, ni ninguna otra autoridad texana de la época; incluso la propia cuñada de Matilda Lockhart, que entonces se encontraba en San Antonio, en una carta que escribió a su madre después de la liberación. Anderson escribe: «Aunque publicado en la década de 1890, esta descripción [de Mary Maverick] ha sido utilizada por los historiadores para asegurar que la masacre fue producto de una rabia justificable por parte de los hombres de Texas. Aunque ningún funcionario tejano justificó el hecho con este motivo en ese momento; las evidencias de abusos no se encuentran en los documentos primarios. Maverick podría haber exagerado las condiciones de Lockhart como consecuencia de la crítica creciente de Texas en la prensa americana y europea. La fuente más significativa de la condición de Matilda es una breve declaración que hizo en una carta de su cuñada, Catherine Lockhart, la que se encontraba en San Antonio. Catherine describe la liberación de Matilda pero no habla de ningún abuso.»
Preguntada sobre los más de doce blancos secuestrados que se esperaba que fueran liberados, Matilda informó a los vaqueros que ella únicamenete conocía una tal señora Webster y sus dos hijos —los cuales, aunque ella lo desconocía, ya se habían escapado—, y que los jefes comanches habían decidido liberarla a ella. Los texanos pensaron que esto atentaba contra las condiciones para establecer negociaciones que creían afirmaban que todos los blancos debían ser liberados antes del consejo. Los comanches, evidentemente, tenían otro punto de vista, ya que los jefes y las partidas que no asistían al consejo no tenían ninguna obligación de liberar a nadie, ya que no habían llegado a ningún acuerdo de ningún tipo.
Las conversaciones se celebraron en la casa del consejo ( council house ), un edificio de piedra situada junto a la prisión, en la esquina de la plaza del mercado. En el transcurso de la reunión, los guerreros comanches se sentaron en el suelo, como era costumbre entre ellos, mientras que los texanos se sentaron en sillas colocadas en una plataforma situada frente a ellos. Lockhart les había informado de que había visto quince prisioneros más en el campamento principal de los comanches unos días antes. Mantenía que los amerindios querían comprobar hasta qué precio estaban dispuestos a llegar los vaqueros para quedarse con ella, y planeaban llevar el resto de los cautivos de uno en uno.
Así, los texanos exigieron conocer el emplazamiento donde se encontraban estos cautivos. El portavoz de los penateka, el jefe Muguara, contestó que los otros prisioneros se encontraban repartidos entre varias partidas comanches. Expuso a los colonos que creía que el resto de los cautivos podrían ser devueltos, pero que esto requeriría la aportación de grandes cantidades de suministros, incluida munición y mantas. Finalmente, terminó su discurso con el comentario «¿qué te parece esta respuesta?» (“ How do you like that answer? "). Acto seguido, la milicia texana entró en el edificio y se posicionó en intervalos en las paredes. Cuando los comanches no quisieron, o no pudieron, prometer el retorno de todos los cautivos de inmediato, los oficiales texanos dijeron a los jefes amerindios que serían mantenidos como rehenes hasta que los cautivos blancos fueran liberados.
El intérprete avisó a los funcionarios vaqueros que, si enviaban este mensaje, los comanches intentarían escapar combatiendo. Señalaron que retransmitiera el aviso y que, tal como acabara la traducción, abandonara la habitación. Cuando supieron que los mantendrían como rehenes, los comanches intentaron marchar de allí combatiendo, utilizando flechas y cuchillos. Los soldados vaqueros abrieron fuego a una distancia muy corta, matando tanto amerindios como blancos. Las mujeres y los niños comanches que se encontraban en el exterior también comenzaron a disparar flechas cuando sintieron el ruido que provenía del interior. Al menos murió un espectador tejano. Cuando un pequeño número de guerreros consiguió salir de la casa del consejo, todos los comanches comenzaron a huir, mientras los soldados que los seguían volvían a disparar-
Algunos ciudadanos armados se añadieron a la escaramuza, pero asegurando que no podían diferenciar entre guerreros y mujeres y niños, ya que todos los comanches estaban luchando, dispararon contra todos los que veían. Según Anderson, esta «confusión» entre hombres y mujeres amerindios fue muy conveniente para los texanos, que lo utilizó como excusa para matar tanto mujeres como niños. Según el informe del coronel Hugh McLeod, escrito el 20 de marzo de 1840, de los 65 miembros de la partida comanche, 35 murieron (30 hombres adultos, 3 mujeres y 2 niños), 29 fueron hechos prisioneros (27 mujeres y niños y dos hombres viejos), y uno huyó sin ser detectado (descrito como un mexicano renegado). Siete vaqueros también perdieron la vida, incluido un juez, un sheriff y un teniente del ejército, además de resultar heridas 10 personas.

#### Las consecuencias de Council House: la Gran Incursión y Creek
Como venganza por el asesinato de 33 jefes comanches durante la matanza de Council House, todos los cautivos que todavía se encontraban en poder de los comanches fueron lentamente ejecutados mediante la tortura; únicamente respetaron tres rehenes, que habían sido previamente adoptados por la tribu. Potsʉnakwahipʉ ( «Joroba de Búfalo») todavía no quedó satisfecho y quería más venganza, así que llamó a sus guerreros y envió mensajeros a todas las partidas comanches, todas las divisiones de las partidas, así como a los kiowa y los apaches kiowa. Probablemente todos los fines comanches importantes y de renombre se añadieron a la incursión: penateka Isaviah ( «Lobo Amarillo») -que era primo y amigo de Potsʉnakwahipʉ; el Kotsoteka Wulea-boo ( «Ningún Afeitado»);( «Águila Grande»); el Nokoni Huupguila o «Águila Solai-Pahat» ( «Abre Alto») y su segundo al mando, Quenaevah ( «Bebida de Águila» o «Águila bebedor»); el Quahadi Puhihwikwasu'u ( «Chaqueta de Hierro»; el Yamparika Pawʉʉrasʉmʉnunʉ ( «Diez Osos»); y muchos más señores de la guerra más jóvenes como el penateka Tosahwi ( «Cuchillo Blanco», «Cuchillo de Plata» o «Broche de Plata») o el Nokoni Tʉhʉyakwahipʉ , conocido como Kiyou ( «Espalda de Caballo»). Logrando juntar unos 500 guerreros y 400 mujeres y niños, por cuestiones de confort y para trabajar, «Joroba de Búfalo» dirigió su partida gigante y la condujo desde Edwards Plateau hasta el mar. Quemando y saqueando Linnville, entonces el segundo puerto más grande de Texas, los comanches van apropiarse de miles de caballos y mulas, así como una fortuna en bienes provenientes de los almacenes de Linnville. La población de Linnville, prudentemente, huyó hacia las aguas del Golfo, donde vieron desolados como los comanches saqueaban y quemaban la ciudad.
A Plum Creek, cerca de Lockhart, los Rangers de Texas y la milicia topó con los comanches. Varios cientos de milicianos, comandados por Mathew Caldwell y Ed Burleson, así como todas las compañías de Rangers y sus aliados tonkawa se enfrentaron a la partida de guerra en una gran batalla con armas de fuego, mientras los comanches intentaban proteger todo lo que habían conseguido durante los saqueos. Los milicianos, en cambio, únicamente querían destruir a los amerindios. Irónicamente, siempre según los historiadores de la milicia, el mismo hecho de que había convertido a los comanches en los guerreros preeminentes de las llanuras, la codicia, ahora los convertía en vulnerables. Los Rangers y los milicianos lograron infiltrarse entre los comanches que custodiaban los bienes de los saqueos y, en un combate cruzado, recuperaron docenas de cautivos y varias mulas con cientos de lingotes por valor de miles de dólares.
El resto de la presidencia de Lamar consistió en una ronda agotadora de ataques y intentos de rescate, logrando recuperar docenas más de cautivos. «Joroba de Búfalo» siguió con su guerra contra los texanos, mientras Lamar esperaba poder entablar otra batalla campal para utilizando a sus Rangers y los milicianos poder eliminar las tribus de las llanuras. Los comanches, sin embargo, aprendieron de Plum Creek, y no tenían ninguna intención de volver a formar un gran ejército y permitir a los milicianos disparar masivamente contra ellos con cañones y rifles. Lamar gastó la entonces increíble cantidad de 2,5 millones de dólares contra los comanches en 1840, más del total de ingresos de la República durante su mandato de dos años.

### Segunda presidencia de Houston (1841-1844)
Cuando Sam Houston abandonó la presidencia de Texas por primera vez, la población parecía apoyar las políticas claramente contrarias a la población amerindia. Después de la Gran Incursión y de la realización de cientos de incursiones más pequeñas, cuando la República entró en bancarrota y todos los cautivos fueron liberados o asesinados por los nativos americanos, los vaqueros se mostraron contrarios a continuar la guerra y más propensos a iniciativas más diplomáticas, como demostraron al elegir Houston para un segundo mandato en la presidencia.
La política amerindia de Houston consistía en desmantelar la mayor parte de las tropas regulares del ejército, pero crear cuatro nuevas compañías de Rangers para patrullar la frontera. Houston ordenó a los Rangers que protegieran las tierras de los amerindios de la invasión por parte de colonos y del comercio ilegal. Houston quería acabar con el ciclo de rabia y venganza que había entrado en espiral y salido de control durante el periodo de Lamar. Con las políticas de Houston, los Rangers de Texas estaban autorizados a castigar severamente cualquier infracción cometida por los indios, pero nunca a iniciar un conflicto. Cuando se cometía una barbaridad por parte de cualquiera de los dos bandos, las tropas tenían órdenes de encontrar y castigar a los causantes de estos actos, en lugar de atacar amerindios inocentes por el solo hecho de serlo.
Houston comenzó a negociar con los diversos grupos amerindios. Los primeros en responder fueron los Caddo, en agosto de 1842, con los que llegó a firmar un tratado. Entonces Houston alargó este tratado hacia el resto de las naciones amerindias, con la excepción de los comanches, que aún querían un estado de guerra permanente. En marzo de 1843, Houston llegó a un acuerdo con los delaware, los wichita y otras tribus. En este punto Joroba de Búfalo, que confiaba en Houston, decidió iniciar conversaciones.
En agosto de 1843 se acordó un tratado temporal que debía conducir a un alto el fuego entre los comanches y sus aliados con los vaqueros. En octubre de ese año, los comanches aceptaron encontrarse con Houston para negociar un tratado similar al conseguido en Fort Bird con otras tribus de la región; que Potsʉnakwahipʉ «Joroba de Búfalo», tras la masacre de Council House, quisiera hablar con los texanos, demuestra la extraordinaria confianza que tenían los comanches en el presidente Houston. A principios de 1844, «Joroba de Búfalo» y otros líderes comanches, incluidos Santa Ana y Mupitsukupʉ «Búho Viejo», firmaron un tratado en Tehuacán Creek, en el que se acordaba la rendición de todos los cautivos blancos, así como la parada de todos los ataques en asentamientos de blancos. A cambio, los texanos pararían todas las acciones militares contra la tribu, establecerían más enclaves comerciales, y reconocerían la frontera entre Texas y la Comanchería. Los aliados de comanches, incluidos los wako, los tawakoni, los kiowa y los apache kiowa, también acordaron sumarse al tratado.
Al final de su segundo mandato como presidente, Houston había gastado menos de 250.000 dólares, pero había llevado la paz a la frontera, así como un tratado con los comanches y sus aliados; además, la República ya estaba esperando la ratificación de los Estados Unidos de América para pasar a formar parte.

### Presidencia de Anson Jones (1845)
El resto del periodo de la República tejana transcurre bajo la presidencia de Anson Jones, que siguió las políticas de Houston, con la excepción de la cláusula sobre la frontera entre la Comanchería y Texas. Como muchos políticos texanos, Jones no era partidario de este hecho, así que apoyó, durante su legislatura, a retirar esta previsión del tratado.

## Final de la República y entrada en Estados Unidos (1845-1861)
Después de que el Senado de Texas eliminara la provisión sobre la frontera de la versión final del tratado, Joroba de Búfalo lo repudió y recomenzó las hostilidades Este fue uno de los últimos actos del Senado, ya que Texas aceptó ser anexado por los Estados Unidos de América.
El 28 de febrero de 1845, el Congreso de Estados Unidos aprobó una ley que autorizaba a los Estados Unidos la anexión de la República de Texas. Así, el estado se convertía en un estado de la federación el mismo día que la anexión entraba en efecto, el 29 de diciembre del mismo año. Una de las principales motivaciones para apoyar la anexión, desde el punto de vista de la República vaquera, era que el estado había acumulado muchas deudas con los Estados Unidos, y éstos los perdonaron si aceptaban la anexión . En 1852, en retorno por la asunción de esta deuda, una gran parte del territorio que los vaqueros reclamaban, actualmente parte de Colorado, Kansas, Oklahoma, Nuevo México y Wyoming, fueron cedidos al gobierno federal.
La entrada de la República en Estados Unidos marcó el principio del fin de los amerindios de las llanuras. Los Estados Unidos tenían los recursos y los hombres suficientes para aplicar una política de "traslado" y así lo hicieron. Finalmente, en mayo de 1846 Joroba de Búfalo se convenció de que no podía serguir desafiando el poder de Estados Unidos, así como el del estado de Texas, por lo que lideró una delegación comanche a las conversaciones para firmar un tratado con los Estados Unidos en Council Springs-
Como señor de la guerra de los comanches penatucka, Joroba de Búfalo convivió pacíficamente con las autoridades estadounidenses durante los últimos años de la década de 1840 y durante la década de 1850. Negoció un tratado de paz no gubernamental con John O . Meusebach en 1847. en 1849 guio la expedición de John S. Forddurante el trayecto entre San Antonio y El Paso, y en 1856 finalmente lideró a su pueblo hacia la recién creada reserva comanche del río Brazos. Los ataques continuados de ladrones de caballos blancos y ocupantes, aumentaron el descontento de la banda amerindia por su falta de libertad y la mala calidad de la comida que se proveía a la reserva, forzando a «Joroba de Búfalo» a mover su partida fuera de allí en 1858.

### Asesinato de Robert Neighbors
En el transcurso de este período, cuando los colonos comenzaron a atacar los amerindios establecidos en las reservas de Texas, el agente federal indio responsable de la vigilancia, Robert Neighbors, comenzó a ser odiado por los texanos blancos. Neighbors defendía que los soldados del Ejército de Estados Unidos situados en Fort Belknap y Campo Cooper, cerca de las reservas, habían fracasado en su intento de dar un soporte adecuado a sus agentes sobre el terreno y a sí mismo, así como una protección adecuada a los amerindios. A pesar de las continuas amenazas de muerte, proferidas por varias personas, Neighbors siguió realizando con determinación su deber, consistente en mantener la ley que protegía a los amerindios.
Con la ayuda de tropas federales, a las que finalmente hizo avergonzar y forzó políticamente a ayudarle, logró echar a las personas blancas de las reservas. Convencido, sin embargo, que los amerindios no estarían más seguros en Texas, determinó que el mejor era trasladarlos a la seguridad de los territorios indios. En agosto de 1859, logró mover los amerindios sin perder ninguna vida, trasladándolos a una nueva reserva situada en el territorio indio. Forzado a volver a Texas por negocios, se detuvo en un pueblo cercano en el Fort Belknap. El 14 de septiembre de 1859, mientras estaba hablando con un colono, un hombre llamado Edward Cornett le disparó en la espalda mientras conversaba, provocándole la muerte. Los historiadores creen que este asesinato fue resultado directo de sus acciones para proteger a los comanches. Es probable que Neighbors ni siquiera conociera a su asesino. Fue enterrado en el cementerio civil de Fort Belknap.

### La campaña de Antelope Hills y Little Robe Creek (1858)
Los años 1856-1858 fueron particularmente violentos y sangrientos en la frontera texana, ya que los colonos siguieron extendiendo sus asentamientos en territorio comanche, la Comanchería. En 1858 se produjo la primera incursión vaquera en el corazón de la nación comanche, en lo que se conoció como la campaña de Antelope Hills, conocida sobre todo por la batalla de Little Robe Creek. Esta batalla marcó el principio del fin de los comanches como un pueblo organizado, ya que fueron atacados en el corazón de sus dominios. La mayoría de los territorios de caza se perdieron, y buena parte de los rebaños de caballos de la nación comanche también.
Los comanches se dieron cuenta de que su casa, la Comanchería, cada vez estaba más rodeada de colonos, y ataques como el perpetrado contra el propio campo de Potsʉnakwahipʉ «Joroba de Búfalo», cosa que les enseñó que, fuera de la reserva, no podían esperar ningún tipo de protección; así, decidieron volver a realizar incursiones sangrientas muy feroces en Texas.
Hacia 1858, únicamente quedaban cinco de las doce bandas comanche, y una, la penateka, había decrecido hasta llegar a unos pocos cientos de miembros en la reserva. Dándose cuenta de que su estilo de vida estaba desapareciendo, el resto de los comanches todavía libres devolvieron el golpe con una violencia increíble.
El ejército de Estados Unidos se mostró totalmente incapaz de detener la violencia. Las unidades federales estaban siendo transferidas fuera de la región por razones que parecen derivar más de motivos políticos que de consideraciones militares. Al mismo tiempo, las leyes federales y numerosos tratados prohibían la incursión, por parte de fuerzas estatales, en la región protegida federalmente los Territorios indios. El ejército de Estados Unidos, además, tenía instrucciones de no atacar a los amerindios en los Territorios indios, ni permitir que se realizara ningún ataque. El razonamiento, detrás de estas órdenes, era que muchas de las tribus indígenas, como los cheroquis, estaban empezando a cultivar la tierra, y a vivir como pacíficos sedentarios. Otras tribus, sin embargo, como los comanches o los kiowas, siguieron utilizando parte de los territorios indios que constituían la Comanchería para atacar asentamientos de blancos en Texas